# Eurya stenophylla
Eurya stenophylla är en tvåhjärtbladig växtart som beskrevs av Elmer Drew Merrill. Eurya stenophylla ingår i släktet Eurya och familjen Pentaphylacaceae.

## Underarter
Arten delas in i följande underarter:
- E. s. caudata
- E. s. pubescens